# Bistum Sicuani
Das Bistum Sicuani (lat.: Dioecesis Sicuanensis) ist eine im Süden Perus gelegene römisch-katholische Diözese mit Sitz in Sicuani. Sie umfasst die Provinzen Canchis, Canas, Chumbivilcas und Espinar der Region Cusco.

## Geschichte
Die Territorialprälatur Sicuani wurde am 10. Januar 1959 aus Gebietsabtretungen des Erzbistums Cuzco errichtet und diesem als Suffragan unterstellt.
Maßgeblich geprägt wurde die Prälatur durch Alban Edward Quinn OCarm, der 28 Jahre lang, vom 12. Juli 1971 bis zum 26. Juli 1999, Apostolischer Administrator von Sicuani war.
Am 29. September 2020 erhob Papst Franziskus die Territorialprälatur in den Rang eines Bistums und ernannte den bisherigen Prälaten Pedro Bustamante López zum ersten Diözesanbischof.

## Pastoralzonen
Die Prälatur gliedert sich in fünf Pastoralzonen:
- Norte: Pfarreien Pitumarca, Checacupe, Combapata, Tinta und Yanaoca
- Sur: Pfarreien in Sicuani und Pfarrei Maranganí
- Alto Canas: Pfarreien Langui, Layo, Descanso und Checca
- Espinar: Pfarreien Yauri, Pichigua, Coporaque, Tocroyo und Pallpata
- Chumbivilcas: Pfarreien Santo Tomás, Velille, Colquemarca, Chamaca, Livitaca und Ccapacmarca

## Ordinarien

### Prälaten von Sicuani
- Nevin William Hayes OCarm, 10. Januar 1959–7. November 1970
- Miguel La Fay Bardi OCarm, 26. Juli 1999–10. Juli 2013
- Pedro Bustamante López, 10. Juli 2013–29. September 2020

### Bischof von Sicuani
- Pedro Bustamante López, 29. September 2020–1. Juni 2024, dann Bischof von Huánuco
- César Augusto Huerta Ramírez, seit 30. September 2024